# Coordonnées de Rindler
Les coordonnées de Rindler sont un système de coordonnées d'espace-temps utilisé, en relativité restreinte, pour l'étude d'un observateur accéléré.

## Histoire
L'éponyme des coordonnées est le physicien autrichien Wolfgang Rindler (1924-2019) qui a publié, en 1966, une étude détaillée sur les observateurs uniformément accélérés,. Les coordonnées étaient connues, avant Rindler et avaient été utilisées par : Max Born (1882-1970) en 1909 ; Albert Einstein (1879-1955) et Nathan Rosen (1909-1995) en 1935 ; Christian Møller (1904-1980) en 1943 et 1952.

## Relativité restreinte
En coordonnées de Rindler, la métrique de Minkowski de l'espace-temps plat de la relativité restreinte s'écrit,,, :
{\displaystyle \mathrm {d} s^{2}=-a^{2}\rho ^{2}\mathrm {d} \tau ^{2}+\mathrm {d} \rho ^{2}+\mathrm {d} y^{2}+\mathrm {d} z^{2}},
où :
- {\displaystyle a} est l'accélération de Rindler[12] qui représente l'accélération uniforme de l'observateur,
- {\displaystyle \tau ,\rho \,x,y} sont les quatre coordonnées :
  - {\displaystyle \tau } est la coordonnée de temps,
  - {\displaystyle \rho ,y,z} sont les trois coordonnées d'espace.

Elles sont reliées aux coordonnées standards {\displaystyle (t,x,y,z)} par la transformation, : {\displaystyle {\begin{cases}\tau ={\frac {1}{a}}\operatorname {artanh} ({\frac {t}{x}})\\\rho ={\sqrt {x^{2}-t^{2}}}\\y=y\\z=z\end{cases}}}, et la transformation inverse,, : {\displaystyle {\begin{cases}t=\rho \operatorname {cosh} (a\tau )\\x=\rho \operatorname {sinh} (a\tau )\\y=y\\z=z\end{cases}}}.

## Relativité générale
En relativité générale, les coordonnées sont utilisées pour étudier le voisinage de l'horizon des événements d'un trou noir au moyen de l'approximation de Rindler.

## Noter et références
1. 1 2 3  Gourgoulhon 2013, n. historique, p. 396.
2. ↑  Rindler 1966.
3. 1 2  Kopeikin, Efroimsky et Kaplan 2011, chap. 2, sec. 2.6, § 2.6.3, p. 158.
4. ↑  Born 1909.
5. ↑  Einstein et Rosen 1935.
6. ↑  Møller 1943.
7. 1 2  Grumiller et Sheikh-Jabbari 2022, chap. 2, sec. 2.3, § 2.3.1, p. 42.
8. ↑  Frolov et Zelnikov 2011, chap. 2, sec. 2.4, § 2.4.1, p. 59 (2.4.3).
9. ↑  Grøn 2014, sec. 9.5, p. 176, col. 1 (9.89).
10. ↑  Grumiller et Sheikh-Jabbari 2022, chap. 2, sec. 2.3, § 2.3.1, p. 42 (2.39).
11. 1 2  Lüst et Vleeshouwers 2019, chap. 4, sec. 4.1, p. 11.
12. ↑  Lüst et Vleeshouwers 2019, chap. 16, sec. 16.1, p. 61.
13. ↑  Grøn 2014, sec. 9.5, p. 176, col. 1 (9.87).
14. ↑  Grøn 2014, sec. 9.5, p. 176, col. 1 (9.88).
15. ↑  Grumiller et Sheikh-Jabbari 2022, chap. 2, sec. 2.3, § 2.3.1, p. 42 (2.40).
16. ↑  Lüst et Vleeshouwers 2019, chap. 4, sec. 4.1, p. 11 (4.1).
17. ↑  MacDonald et al. 1986, p. 26.